# Елк Маунд (Висконсин)
Елк Маунд (енгл. Elk Mound) град је у америчкој савезној држави Висконсин.

## Демографија
По попису из 2010. године број становника је 878, што је 93 (11,8%) становника више него 2000. године.
| Група             | 2000.       | 2010.       |
| Белци             | 754 (96,1%) | 781 (89,0%) |
| Афроамериканци    | 0 (0,0%)    | 5 (0,6%)    |
| Азијати           | 17 (2,2%)   | 44 (5,0%)   |
| Хиспаноамериканци | 5 (0,6%)    | 22 (2,5%)   |
| Укупно            | 785         | 878         |